# 요타 (이동통신)
요타(러시아어: Йота)는 러시아의 모바일 보드브랜드 서비스다.